# مودي (مقاطعة ديواندرة)
مودي (بالفارسية: مودی) هي منطقة سكنية تقع في كردستان في إيران. يقدر عدد سكانها بـ 229 نسمة .